# Zbór Śląskiego Kościoła Ewangelickiego Augsburskiego Wyznania w Trzanowicach
Zbór Śląskiego Kościoła Ewangelickiego Augsburskiego Wyznania w Trzanowicach – zbór (parafia) luterańska w Trzanowicach, należąca do senioratu frydeckiego Śląskiego Kościoła Ewangelickiego Augsburskiego Wyznania, w kraju morawsko-śląskim, w Czechach. W 2015 liczył 672 wiernych.

## Historia
Cmentarz ewangelicki założono tu w 1858. W 1894 postanowiono kostnicę rozbudować w kaplicę, jednak uzbierane na to pieniądze zostały zabrane przez państwo w 1915 roku jako pożyczka wojenna. W 1905 wybudowano szkołę, w której funkcjonowała w 1909 stacja kaznodziejska. W 1927 zamiast kaplicy postanowiono wybudować kościół. Kamień węgielny podłożono 8 września 1929, a otwarcie nastąpiło 13 września 1931. Początkowo kościół i cmentarz podłegały zborowi w Czeskim Cieszynie.
W 1950 roku miał się odbyć IV Regularny Synod a w związku z tym rozpoczęto przygotowania do podzielenie dotychczasowych zbyt dużych zborów i utworzenia 12 nowych. Samodzielny zbór w Trzanowicach utworzono 11 sierpnia 1950 roku. W dniu 19 listopada w głosowaniu wybrano pierwszego pastora, dotychczasowego administratora - Władysława Santariusa. Początkowo zbór obejmował Trzanowice Dolne i Górne, Toszonowice Dolne i Toszonowice Górne oraz Grodziszcz, a w okresie późniejszym przyłączyły się Żuków Górny i Wielopole. W 1952 zamieszkiwało je łącznie 1296 wiernych.